# Abdul Hamid Tajik
Abdul Hamid Tajik (dari : عبدالحمید تاجک) (né en 1923 à Kaboul dans le émirat d'Afghanistan) est un joueur de football international afghan qui évoluait au poste d'attaquant.

## Biographie

### Carrière en sélection
Avec l'équipe d'Afghanistan, il participe aux Jeux olympiques de 1948. Lors du tournoi olympique organisé à Londres, il joue un match contre le Luxembourg (défaite 6-0).